# Bad Kreuznach
Bad Kreuznach este un oraș în landul Renania-Palatinat, Germania, situat pe malul râului Nahe. Este o stațiune balneară.

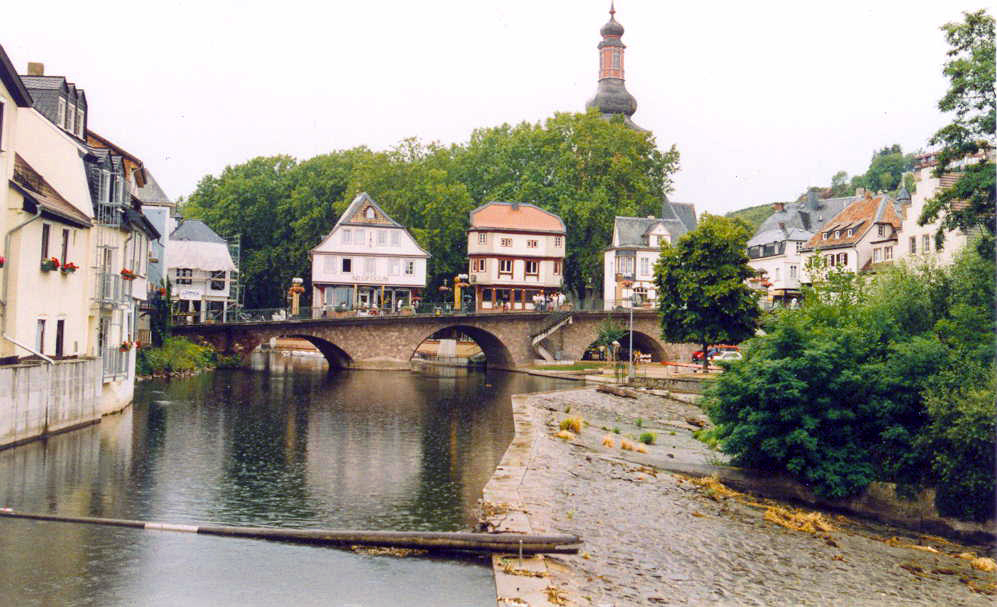